# アメリカン・ニューシネマ 反逆と再生のハリウッド史
『アメリカン・ニューシネマ 反逆と再生のハリウッド史』（A DECADE UNDER THE INFLUENCE）は、2003年のアメリカ合衆国のドキュメンタリー映画である。主にアメリカン・ニューシネマの監督・出演者へのインタビューと、該当する映画の主場面で構成されている。
共同監督のテッド・デミは、この映画の制作中の2002年に死去したため、当作は「テディに捧げる」とクレジットされている。
日本語版の字幕監修は町山智浩が担当している。

## スタッフ
- 監督 テッド・デミ/リチャード・ラグラヴェネーズ
- 製作 テッド・デミ/リチャード・ラグラヴェネーズ
- 製作総指揮 キャロライン・カプラン/ジョナサン・セリング
- 撮影 トニー・C・ジャネリ
- 編集 メグ・レティカー

## キャスト
- ロバート・アルトマン
- ジョン・G・アヴィルドセン
- ウォーレン・ベイティ（資料動画のみの出演）
- リンダ・ブレア（資料動画のみの出演）
- ピーター・ボグダノヴィッチ
- ピーター・ボイル（資料動画のみの出演）
- マーシャル・ブリックマン
- エレン・バースティン
- ジョン・キャリー
- ジョン・カサヴェテス（資料動画のみの出演）
- ジュリー・クリスティ
- フランシス・フォード・コッポラ
- ロジャー・コーマン
- ブルース・ダーン
- クリント・イーストウッド（資料動画のみの出演）
- ルイーズ・フレッチャー
- ジェーン・フォンダ（資料動画のみの出演）
- ピーター・フォンダ（資料動画のみの出演）
- ミロス・フォアマン
- ウィリアム・フリードキン
- パム・グリア
- ゴールディ・ホーン（資料動画のみの出演）
- モンテ・ヘルマン
- ジミ・ヘンドリックス（資料動画のみの出演）
- デニス・ホッパー
- ミック・ジャガー（資料動画のみの出演）
- マーティン・ルーサー・キング（資料動画のみの出演）
- パイパー・ローリー（資料動画のみの出演）
- シドニー・ルメット
- ポール・マザースキー
- マイク・メダヴォイ
- ポリー・プラット
- シドニー・ポラック
- ロナルド・レーガン（資料動画のみの出演）
- ロバート・レッドフォード（資料動画のみの出演）
- ジェリー・シャッツバーグ
- ロイ・シャイダー
- ポール・シュレイダー
- マーティン・スコセッシ
- シシー・スペイセク
- ロバート・タウン
- ジョン・ヴォイト